# Яковлевка (Николаевская область)
Яковлевка (укр. Яковлівка) — село в Березнеговатском районе Николаевской области Украины.
Основано в 1795 году. Население по переписи 2001 года составляло 165 человек.
Почтовый индекс — 56250. Телефонный код — 5168. Занимает площадь 0,284 км².

## Местный совет
56250, Николаевская обл., Березнеговатский р-н, с. Любомировка, ул. Шевченка, 65

## Известные люди
- В селе родился Щербина, Николай Гаврилович — Герой Советского Союза.